# 프랭크 챈스
프랭크 리로이 챈스(Frank Leroy Chance, 1876년 9월 9일 ~ 1924년 9월 15일)는 미국의 전 프로 야구 선수이자 감독이다. 메이저 리그 베이스볼(MLB)에서 1898년부터 1914년까지 1루수로 시카고 오펀스/컵스, 뉴욕 양키스에서 뛰었다. 컵스와 양키스, 그리고 보스턴 레드삭스에서 감독을 맡았다.
대학 시절 세미프로에서 활동하던 중 컵스 구단의 눈에 띄어 1898년 메이저 리그에 데뷔했다. 1903년 컵스의 주전 1루수로 자리잡았으며, 1905년에는 프랭크 셀리의 뒤를 이어 팀의 감독을 맡았다. 1906년에서 1910년까지 5년 간 네 번 내셔널 리그 우승을 차지했으며, 1907년과 1908년에는 월드 시리즈 우승을 이끌었다. 조 틴커와 조니 에버스와 함께 "틴커에서 에버스에서 챈스까지"(Tinker-to-Evers-to-Chance)라고 불린 불멸의 더블 플레이 조합을 이루기도 했다.
1912년 시즌 후 컵스에서 나와 양키스와 계약해 2년간 선수 겸 감독을 맡았다. 이후 퍼시픽 코스트 리그에서 로스앤젤레스 에인절스의 선수 겸 감독으로 뛰다가, 1923년 메이저 리그에 복귀해 보스턴의 감독을 맡았다. 1924년 시카고 화이트삭스의 감독으로 임명되었으나 지병으로 인해 감독직을 수행하지 못했다. 그 해 말에 사망했다.
감독 시절 지도력으로 익히 알려져, "비할 데 없는 지도자"(Peerless Leader)라는 별명으로 불렸다. 컵스 구단 역사상 감독 승률 1위를 기록하고 있다. 1946년 베테랑 위원회의 선정으로 틴커, 에버스와 함께 미국 야구 명예의 전당에 입회했다.

## 어린 시절
챈스는 1876년 9월 9일, 캘리포니아주 스타니슬라우스 군의 살리다에서 태어났다. 그의 가족은 잉글랜드와 스코틀랜드계 이민자 출신이었다. 그는 캘리포니아주 프레즈노에서 자랐으며 프레즈노 고등학교를 다녔다. 그의 아버지는 프레즈노에 처음으로 세워진 국영 은행의 은행장이었다.
챈스는 캘리포니아 대학교에 입학해 그곳에서 치의학을 전공했다. 이후 캘리포니아주 어빙턴에 있는 워싱턴 대학교로 편입했다. 학교 야구팀에서 뛰는 동시에 그는 일리노이주 설리번에 있는 세미프로 팀에서 매달 40달러(현재 가치로 약 1,100 달러)의 봉급을 받으며 선수로 뛰었다.
그 다음해 대학으로 돌아온 챈스는 50개의 아마추어 팀이 참가하는 토너먼트에서 자신의 소속팀이 3위를 차지하는데 자신의 역할을 했다. 시카고 컵스의 빌 레인지는 챈스를 발견하고는 구단과 백업 포수이자 외야수로 계약하길 원했다. 연봉은 1,200 달러(현재 가치로 약 34,133 달러)였다. 다른 팀들도 챈스를 데려오려 했지만 컵스에선 포수 주전 경쟁 상대가 팀 도나휴 밖에 없었기에 그는 주저없이 컵스를 선택했다.

## 프로 경력

### 시카고 컵스

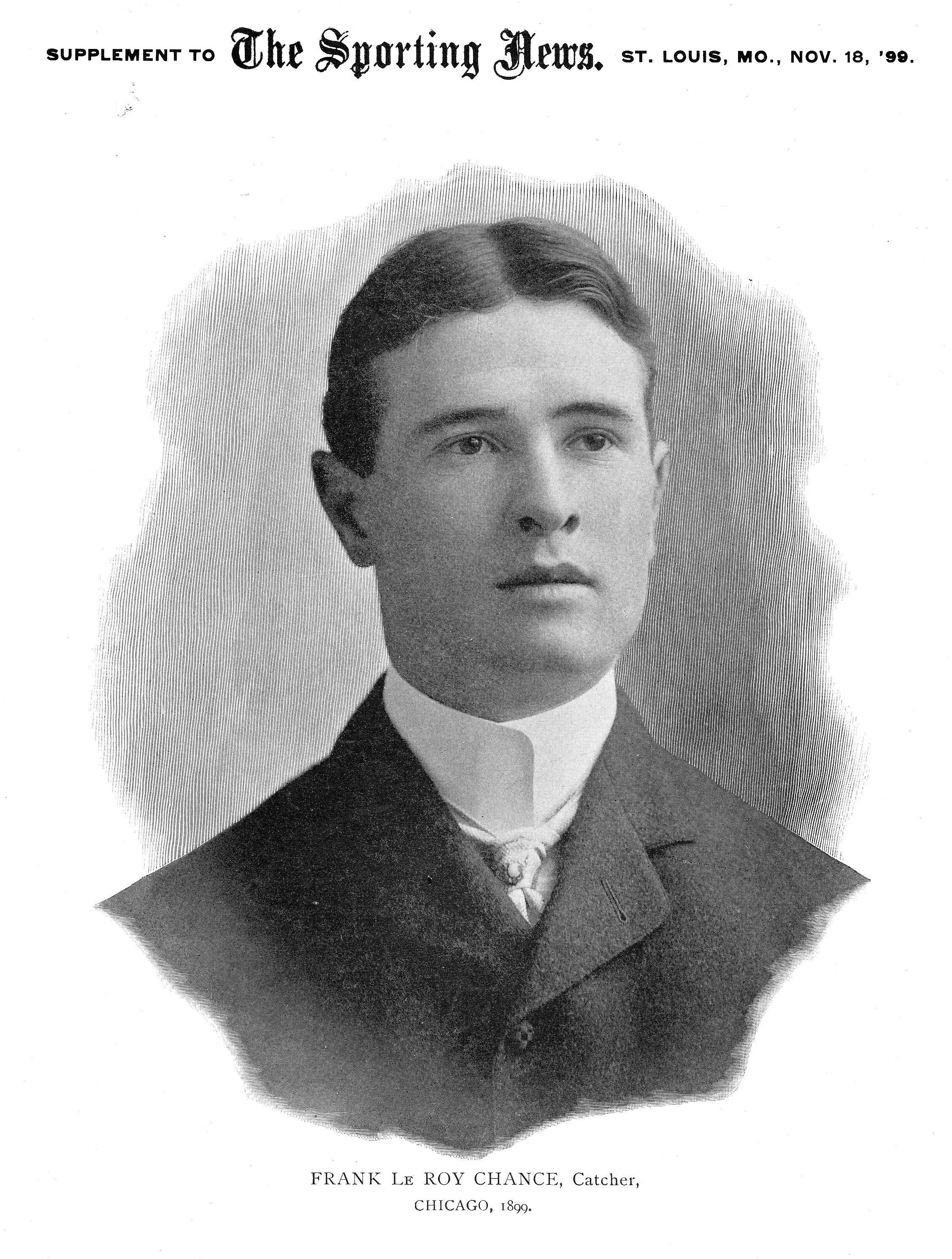
1899년경 스포팅 뉴스에 실린 챈스의 모습.

챈스는 1898년 시카고 컵스에서 백업 포수이자 외야수로 프로 경력을 시작했다. 1902년까지는 비주전으로 경기에 자주 나서지 못했다. 그해 시즌 손가락 부상으로 인한 포구 문제 등으로 76경기밖에 뛰지 못했다. 1903년 컵스의 주전 포수 자리를 조니 클링이 차지하는 동시에 주전 1루수였던 빌 핸런이 팀을 떠나면서, 프랭크 셀리 감독은 챈스를 1루수로 기용하기 시작했다. 챈스는 포지션 변경에 대해 처음에는 머뭇거렸지만 연봉이 오르자 이내 수용하는 태도를 보였다.
1903년 시즌 125경기에서 .327의 타율을 쳐냈고, 67도루를 기록해 이 부문 내셔널 리그 1위를 기록했다. 또한 .439의 출루율은 로이 토머스, 로저 브레스나한에 뒤이은 리그 3위의 기록이었으며, 81타점은 제이크 버클리와 함께 리그 공동 6위의 기록이었다. 1904년 시즌 .310의 타율을 기록했으며, .382의 출루율과 .430의 장타율은 리그 4위와 5위를 각각 기록했다. 그해 기록한 6홈런은 댄 맥갠과 레드 두인, 그리고 코지 돌런과 함께 리그 3위의 기록이었으며, 42도루는 맥갠과 함께 리그 4위, 89득점은 리그 7위의 기록이었다.

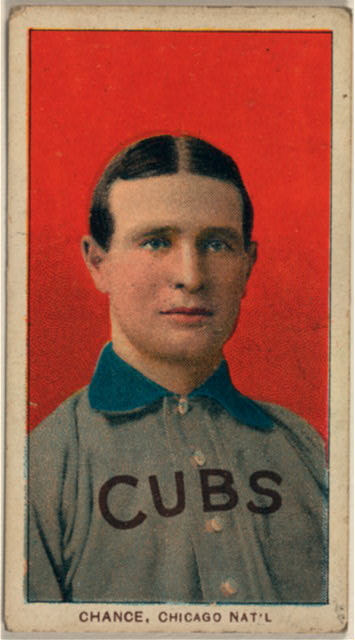
프랭크 챈스 야구 카드.

1905년 셀리 감독이 지병으로 감독직에서 물러나면서, 그 자리에는 챈스가 새로 임명되었다. 그해 타율 .316, 92득점 70타점을 기록했다. 타율은 내셔널 리그 6위였으며 출루율은 .450으로 리그 1위, 장타율은 .434로 리그 7위였다. 또한 38도루로 리그 6위를 기록했다. 1906년에는 리그 5위의 .319의 타율에 103득점 57도루로 두 부문 리그 1위를 차지했다. 타율은 리그 5위, 출루율은 .419로 리그 3위, 장타율은 .430으로 리그 5위를 기록했다. 시즌 중 치러진 신시내티 레즈와의 한 경기에서, 그는 동점 상황에서 도루로 2루에서 홈까지 내달리는 플레이를 보여주었다. 이 때 구단주 찰스 W. 머피는 그의 플레이에 대해 고마움을 표시해주기 위해 구단 소유 지분 중 10퍼센트를 그에게 주었다. 챈스는 나중에 이 지분을 팔아 거의 15만 달러의 돈을 벌었다. 컵스는 이번 시즌 116승을 거두며 내셔널 리그 우승을 차지했다. 1906년 월드 시리즈에서 컵스는 아메리칸 리그의 시카고 화이트삭스와 맞붙어 준우승에 머물렀다.
1907년 시즌 .293의 타율로 리그 6위를 기록했으며, .395의 출루율로 리그 3위를 기록했다. 또한 35도루로 에드 애버티치오와 함께 리그 공동 7위를 기록했다. 컵스는 2년 연속 월드 시리즈에 진출했다. 1907년 월드 시리즈에서 컵스는 디트로이트 타이거스를 상대로 4승 무패를 거두며 우승을 차지했고, 챈스는 시리즈에서 .154로 부진했다.
챈스는 1908년을 기점으로 하락세를 보이기 시작했다. 그해 시즌 27개의 2루타로 리그 3위를 기록하며 여전한 실력을 과시했지만, 그 이외에는 1908년부터 1910년 시즌까지 타율, 출루율, 그리고 도루 등의 타격 부문에서 10위 내의 순위에 든 적이 단 한 번도 없었다. 컵스와 디트로이트와 다시 맞대결한 1908년 월드 시리즈에서 챈스는 .425의 타율로 활약했다. 컵스는 5차전까지 가는 승부 끝에 다시 우승의 자리에 올랐다.
1910년 시즌부터 챈스는 프레드 루더루스를 자신이 맡던 1루의 후임자로 기용하기 시작했다. 컵스와 필라델피아 애슬레틱스가 맞붙은 1910년 월드 시리즈에서, 챈스는 .353의 타율로 활약했다. 하지만 5차전까지 가는 승부 끝에 애슬레틱스가 시리즈 우승을 거머쥐었다. 시리즈 3차전에서 챈스는 경기 중에 퇴장을 당하면서, 월드 시리즈 경기에서 퇴장당한 최초의 선수가 되었다. 1911년 시즌 에버스의 신경 쇠약과 해리 스테인펠트의 이적 등으로 팀을 재구성해야 했던 챈스는 빈 자리를 각각 헤이니 짐머맨과 짐 도일에게 맡겼다. 이번 시즌 챈스는 31경기만을 뛰었다.

### 뉴욕 양키스
1912년 챈스는 몸에 맞는 공으로 머리에 생겨버린 혈전을 치료하기 위해 수술을 받았다. 그와중에 팀 재정을 위해 비싼 선수들을 시장에 팔아 넘기는 구단주 머피와 마찰을 빚었다. 1912년 시즌 후 뉴욕 양키스 구단은 컵스 구단과 챈스의 방출에 관해 협상에 임했다. 챈스가 입원해 있을 때 컵스 구단은 그를 방출했고, 1913년 1월 챈스는 양키스의 12만 달러(현재 가치로 2백 9십만 달러) 3년 감독직 계약에 서명했다. 시즌 12경기 출전에 그쳤지만, 그는 양키스의 1루수이자 팀의 주장으로 경기에 나섰다. 1913년 시즌 양키스는 시즌 마지막 날 이틀 전까지 꼴찌에 머물렀으나, 마지막 경기에서 승리하며 7위로 시즌을 마감했다.1914년 챈스는 로저 페킨포를 양키스의 새로운 주장으로 임명했다.